# Agrilus aurociliatus
Agrilus aurociliatus es una especie de insecto del género Agrilus, familia Buprestidae, orden Coleoptera.
Fue descrita científicamente por Théry, 1904.